# Isa bin Salman Al Khalifa (sceicco)
Isa bin Salman Al Khalifa (7 marzo 1990) è uno sceicco bahreinita.

## Biografia

### Istruzione
Lo sceicco Isa è nato nel 1990, figlio di Salman e di Hala bint D'aij Al Khalifa.
Ha studiato all'Ibn Khaldoun National School e alla Bahrain School, per conseguire nel 2012 un bachelor of Arts presso l'American University di Washington. Ha frequentato il Britannia Royal Naval College e il 17 dicembre 2015 venne nominato sottotenente della Royal Bahrain Naval Force. È stato promosso al grado di capitano.

### Matrimonio e attività
Il 2 maggio 2013 sposò a Manama la cugina Jawahir bint Abdullah Al Khalifa.
Dal 2013 è presidente del Shaikh Isa bin Salman Educational Charity Trust e nel 2014 divenne il vice presidente dell'High Committee of Rashid Equestrian and Horseracing Club (REHC). Ne è presidente dal 2021.

## Discendenza
Isa bin Salman Al Khalifa e Jawahir bint Abdullah Al Khalifa hanno tre figli e una figlia:
- Sceicco Hamad (28 maggio 2014);
- Sceicco Abdullah (2016);
- Sceicco Salman (Riffa, 29 marzo 2020);
- Sceicca Salama (Riffa, 29 marzo 2020), gemella del precedente.

## Titoli e trattamento
- 7 marzo 1990 - attuale: Sua Altezza, lo sceicco Isa bin Salman Al Khalifa

## Ascendenza
|                                |     |                                 | Genitori                                |  |  | Nonni |  |  | Bisnonni                  |  |  | Trisnonni                   |  |
|                                |     |                                 |                                         |  |  |       |  |  | Isa bin Salman Al Khalifa |  |  | Salman ibn Hamad Al Khalifa |  |
|                                |     |                                 |                                         |  |  |       |  |  | Isa bin Salman Al Khalifa |  |  | Salman ibn Hamad Al Khalifa |  |
|                                |     | Mouza bint Hamad Al Khalifa     |                                         |  |  |       |  |  | Isa bin Salman Al Khalifa |  |  |                             |  |
| Hamad bin Isa Al Khalifa       |     |                                 |                                         |  |  |       |  |  | Isa bin Salman Al Khalifa |  |  |                             |  |
|                                |     | Hessa bint Salman Al Khalifa    | Salman bin Ibrahim Al Khalifa           |  |  |       |  |  |                           |  |  |                             |  |
|                                |     | Hessa bint Salman Al Khalifa    | Salman bin Ibrahim Al Khalifa           |  |  |       |  |  |                           |  |  |                             |  |
|                                |     | Hessa bint Salman Al Khalifa    | ...                                     |  |  |       |  |  |                           |  |  |                             |  |
| Salman bin Hamad Al Khalifa    |     | Hessa bint Salman Al Khalifa    |                                         |  |  |       |  |  |                           |  |  |                             |  |
|                                |     | Ibrahim bin Muhammad Al Khalifa | Muhammad bin Isa Al Khalifa Al Haj      |  |  |       |  |  |                           |  |  |                             |  |
|                                |     | Ibrahim bin Muhammad Al Khalifa | Muhammad bin Isa Al Khalifa Al Haj      |  |  |       |  |  |                           |  |  |                             |  |
|                                |     | Ibrahim bin Muhammad Al Khalifa | Aisha bint Ali Al Zayed                 |  |  |       |  |  |                           |  |  |                             |  |
| Sabika bint Ibrahim Al Khalifa |     | Ibrahim bin Muhammad Al Khalifa |                                         |  |  |       |  |  |                           |  |  |                             |  |
|                                |     | Fatima bint Salman Al Khalifa   | Salman ibn Hamad Al Khalifa             |  |  |       |  |  |                           |  |  |                             |  |
|                                |     | Fatima bint Salman Al Khalifa   | Salman ibn Hamad Al Khalifa             |  |  |       |  |  |                           |  |  |                             |  |
|                                |     | Fatima bint Salman Al Khalifa   | Nayla bint Khalifa bin Ahmed Al Khalifa |  |  |       |  |  |                           |  |  |                             |  |
| Isa bin Salman Al Khalifa      |     | Fatima bint Salman Al Khalifa   |                                         |  |  |       |  |  |                           |  |  |                             |  |
|                                | ... | ...                             |                                         |  |  |       |  |  |                           |  |  |                             |  |
|                                | ... | ...                             |                                         |  |  |       |  |  |                           |  |  |                             |  |
|                                | ... | ...                             |                                         |  |  |       |  |  |                           |  |  |                             |  |
| Duaij bin Khalifa Al Khalifa   | ... |                                 |                                         |  |  |       |  |  |                           |  |  |                             |  |
|                                |     | ...                             | ...                                     |  |  |       |  |  |                           |  |  |                             |  |
|                                |     | ...                             | ...                                     |  |  |       |  |  |                           |  |  |                             |  |
|                                |     | ...                             | ...                                     |  |  |       |  |  |                           |  |  |                             |  |
| Hala bint D'aij Al Khalifa     |     | ...                             |                                         |  |  |       |  |  |                           |  |  |                             |  |
|                                |     | ...                             | ...                                     |  |  |       |  |  |                           |  |  |                             |  |
|                                |     | ...                             | ...                                     |  |  |       |  |  |                           |  |  |                             |  |
|                                |     | ...                             | ...                                     |  |  |       |  |  |                           |  |  |                             |  |
| Aisha Al Khalifa               |     | ...                             |                                         |  |  |       |  |  |                           |  |  |                             |  |
|                                |     | ...                             | ...                                     |  |  |       |  |  |                           |  |  |                             |  |
|                                |     | ...                             | ...                                     |  |  |       |  |  |                           |  |  |                             |  |
|                                |     | ...                             | ...                                     |  |  |       |  |  |                           |  |  |                             |  |
|                                |     | ...                             |                                         |  |  |       |  |  |                           |  |  |                             |  |